# Sex lektioner i kärlek
Sex lektioner i kärlek (engelska: Playing by Heart) är en amerikansk dramakomedifilm från 1998 med manus och regi av Willard Carroll. I huvudrollerna ses Gillian Anderson, Ellen Burstyn, Sean Connery, Anthony Edwards, Angelina Jolie, Ryan Phillippe, Dennis Quaid, Gena Rowlands, Jon Stewart och Madeleine Stowe. Filmen visades på Filmfestivalen i Berlin 1999. Den hade Sverigepremiär 20 augusti 1999. 

## Handling
Filmen handlar om flera olika par i Los Angeles som till synes inte har någon koppling till varandra. Ett äldre par är på väg att förnya sina bröllopslöften (Sean Connery och Gena Rowlands); en kvinna (Gillian Anderson) går på dejt med en främling (Jon Stewart); en homosexuell man är döende i AIDS (Jay Mohr), hans mor (Ellen Burstyn) har kämpat för att acceptera honom, två ungdomar möts på en nattklubb (Ryan Phillippe och Angelina Jolie); ett par har en otrohetsaffär (Anthony Edwards och Madeleine Stowe) och en man (Dennis Quaid) berättar om sitt tragiska livsöde för en kvinna han möter i en bar (Patricia Clarkson), men verkar ha en mystisk relation till en annan kvinna. Vartefter filmen fortsätter vecklar historierna och banden personerna emellan ut sig och bildar sex lektioner i kärlek.

## Rollista (urval)
- Gillian Anderson - Meredith
- Ellen Burstyn - Mildred
- Sean Connery - Paul
- Anthony Edwards - Roger
- Angelina Jolie - Joan
- Jay Mohr - Mark
- Ryan Phillippe - Keenan
- Dennis Quaid - Hugh
- Gena Rowlands - Hannah
- Jon Stewart - Trent
- Madeleine Stowe - Graci
- Patricia Clarkson - Allison
- Kellie Waymire - Jane
- Michael Emerson - Bosco
- Amanda Peet - Amber
- Alec Mapa - Lana
- Nastassja Kinski - advokaten

## Om filmen
Jolie belönades för sin roll med utmärkelsen "Best Breakthrough Performance by an Actress" av amerikanska National Board of Review of Motion Pictures.